# Днестр (футбольный клуб, Овидиополь)
«Днестр» — украинский футбольный клуб из поселка городского типа Овидиополь Одесской области. Основан в 1947 году. Клубные цвета: сине-белые.

## История
Команда основана в 1947 году. До 1988 года защищала цвета КХП им. Дзержинского и носила название «Дзержинец». В 1988 году команда перешла под знамёна Овидиопольского поселкового совета, получив клубный статус и название «Днестр». В 1991 году зарегистрирована общественная организация «Днестр». В 1998 году клуб получил статус члена ассоциации любительского футбола Украины. В 1998—2001 годах команда играла в чемпионате Украины среди любителей. В 1999 году стала его победителем. Больше всех игр в любительской лиге провел Сергей Свиргун — 44. Лучший бомбардир — Владимир Кресс (23 мяча).
С 2001 года является членом ПФЛ.
В 2008 году клуб реорганизован в общество с ограниченной ответственностью. В августе 2008 года была представлена новая клубная эмблема.
В 2011 году на базе «Днестра» был создан ФК «Одесса», унаследовавший его место в Первой лиге Украины.
На областном уровне команда возродилась в 2013 году. В 2016 году команда стала победителем Кубка Одесской области.

## Достижения
- Победитель Второй лиги Украины (1): 2006/07
- Победитель любительского чемпионата Украины (1): 1999
- Финалист Суперкубка Украины среди любителей (1): 2000
- Чемпион Одесской области (7): 1980, 1981, 1991, 1998, 1999, 2000, 2000 (осень)
- Обладатель Кубка Одесской области (5): 1981, 1982, 1999, 2000, 2016
- Обладатель Кубка Федерации футбола Одесской области (1): 1997
- Обладатель Суперкубка Одесской области (1): 1999
- Победитель зимнего первенства Одесской области памяти Сергея Раздорожнюка (3): 1996, 2000, 2001

## Книга о «Днестре»
Весной 2009 года вышла книга Юрия Усатюка «Fortes Fortuna Adiuvat», посвященная истории овидиопольского «Днестра». Первое полноценное издание о футбольном клубе «Днестр» повествует о самых знаковых вехах в истории овидиопольского футбола, легендарных людях, поднимавших футбол в районе, и содержит полные статистические данные о выступлении овидиопольцев в чемпионатах и Кубках страны среди любителей и профессионалов. Книга иллюстрирована серией раритетных фотографий.

## Статистика выступлений
| Сезон   | Див.        | Поз. | м  | в  | н  | п  | гз | гп | о  | Кубок Украины |
| ------- | ----------- | ---- | -- | -- | -- | -- | -- | -- | -- | ------------- |
| 2001/02 | Вторая лига | 5    | 34 | 16 | 9  | 9  | 44 | 27 | 57 | —             |
| 2002/03 | Вторая лига | 5    | 30 | 14 | 5  | 11 | 27 | 23 | 47 | 1/16 финала   |
| 2003/04 | Вторая лига | 4    | 30 | 16 | 7  | 7  | 38 | 23 | 55 | 1/32 финала   |
| 2004/05 | Вторая лига | 10   | 26 | 9  | 4  | 13 | 33 | 37 | 33 | 1/32 финала   |
| 2005/06 | Вторая лига | 8    | 28 | 10 | 8  | 10 | 28 | 27 | 38 | 1/32 финала   |
| 2006/07 | Вторая лига | 1    | 28 | 18 | 8  | 2  | 44 | 12 | 62 | 1/32 финала   |
| 2007/08 | Первая лига | 12   | 38 | 12 | 13 | 13 | 33 | 39 | 49 | 1/8 финала    |
| 2008/09 | Первая лига | 9    | 32 | 11 | 10 | 11 | 39 | 40 | 43 | 1/16 финала   |
| 2009/10 | Первая лига | 11   | 34 | 12 | 8  | 14 | 44 | 47 | 44 | 1/16 финала   |
| 2010/11 | Первая лига | 13   | 34 | 10 | 12 | 12 | 39 | 42 | 42 | 1/32 финала   |

## Кубок регионов УЕФА
В сезоне 2000/01 команда играла в Кубке регионов УЕФА. Команда выбыла после отборочного турнира, заняв второе место в группе (уступив «Пловдиву» только за счёт меньшего количества забитых мячей — разница была одинаковой). Все матчи проходили в Плевене (Болгария).
| Сезон | Турнир              | Раунд  | Клуб    | Счёт |
| ----- | ------------------- | ------ | ------- | ---- |
| 2001  | Кубок регионов УЕФА | группа | Восток  | 2:1  |
| 2001  | Кубок регионов УЕФА | группа | Баконы  | 0:2  |
| 2001  | Кубок регионов УЕФА | группа | Пловдив | 2:2  |

## Все руководители и президенты клуба
- Всеволод Кудрявцев
- Николай Андреев
- Виктор Дуков
- Александр Зинченко
- Хасан Хасаев
- Андрей Продаевич[4]

## Главные тренеры в истории клуба
- Александр Лазаренко (1958—1960)
- Владимир Галицкий (1961—1965)
- Леонид Шишкин (1966)
- Николай Романов (1967)
- Анатолий Пивиков (1968)
- Николай Андриенко (1969—1977)
- Александр Зинченко (1978—1983)
- Николай Андреев (1983—1997)
- Василий Ущаповский (1997—2007)
- Игорь Негара (2007—2008)
- Владислав Зубков (и. о.) (2008)
- Тимерлан Гусейнов (и. о.) (2008)
- Андрей Пархоменко (2008—2011)[4]